# Zakopane
Zakopane er en by og gmina i det lillepolske voivodskab i det sydlige Polen nær grænsen til Slovakiet. Den ligger ved foden af Tatrabjergene i Karpaterne og er med sine 25.770(2021) indbyggere den næststørste by i regionen Podhale (Nowy Targ er den største). Zakopane er uformelt kendt som Polens vinterhovedstad og er et af de største centre for Górale-kulturen.

## Geografi
Zakopane ligger i en stor dal mellem Tatrabjergene og Gubałówka-højden, mellem 750 og 1000 meter over havet. Dette gør den til Polens højstbeliggende by. Zakopanes centrale gade, Krupówki, ligger i 838 meters højde.
Den store højde gør, at byen har et typisk bjergklima med lave temperaturer og megen nedbør, især om sommeren.
Indenfor byens administrative områder ligger også en betydelig del af nationalparken Tatra (Tatrzański Park Narodowy).

## Historie
Byen nævnes første gang under navnet Zakopisko i det 17. århundrede. I 1676 havde den daværende landsby 43 indbyggere. Sammen med en del af Tatrabjergene blev den solgt til Homola-familien i 1824. Dens videre historie var knyttet til udviklingen af mine- og metalvirksomhed i regionen – i det 19. århundrede var den det største center for metallurgi i Galicien. Zakopane oplevede stærk vækst i slutningen af 1800-tallet, da det milde klima begyndte at tiltrække turister fra Kraków. Byen blev et populært feriested for folk fra Østrig-Ungarn.
Byen fik også et stort miljø af intellektuelle. Lenin brugte byen som base i mange år, før udbruddet af 1. verdenskrig. Samtidig holdt mange polske kunstnere til i Zakopane. Blandt disse var Henryk Sienkiewicz, Władysław Orkan, Stanisław Ignacy Witkiewicz, Stefan Żeromski, Kazimierz Przerwa-Tetmajer, Jan Kasprowicz, Mieczyslaw Karlowicz, Karol Szymanowski og Stanisław Witkiewicz. Flere kendte skuespillere optrådte ved teateret i Zakopane i datiden, blandt andre Helena Modrzejewska.

## Turisme og sport
Zakopane er Polens største vintersportssted og landets vigtigste center for bjergbestigning og skisport. Mulighederne er store både indenfor langrend, snowboard og alpint skiløb i områderne omkring byen. De kendteste steder er Kasprowy Wierch, Nosal og Gubałówka-højden.
Byen blev godt kendt blandt skisportsinteresserede, da Ski-VM blev arrangeret der i 1962. Zakopane har desuden været vært for verdensmesterskabet på ski i 1929 og 1939, Vinter-Universiaden i 1956, 1993 og 2001 samt flere worldcupløb i blandt andet skihop.
Byen er et centrum for turisme også om sommeren, da den er et fint udgangspunkt for vandreture i Tatrabjergene. Zakopane besøges af omkring tre millioner turister årligt.

## Zakopane-stilen
Zakopane er kendt for sin specielle og unikke byggestil, som blev udviklet af Stanisław Witkiewicz. Witkiewicz brugte traditionelle lokale byggeskikke til at udvikle en speciel form for træhus, med svært lodrette tage og indslag af art nouveau. Stilen, som på polsk er kendt som styl zakopiański eller styl witkiewiczowski («Zakopane-stilen», «Witkiewicz-stilen»), blev populær, og størsteparten af byen er i dag bygget i denne stil.

## Górale-kulturen
Indbyggerne i Podhale-regionen og dermed også i Zakopane er kendt som górale i Polen. Disse højlænderne har beholdt en ret separat kultur og dialekt og var et symbol på polsk kultur under kampene for polsk uafhængighed gennem 1900-tallet. Det er ikke usædvanligt at se folk gå i traditionelle folkedragter i byen på søndage og helligdage, og om sommeren afholdes der koncerter og festivaler med folkemusik.